# العلاقات البنمية الغامبية
العلاقات البنمية الغامبية هي العلاقات الثنائية التي تجمع بين بنما وغامبيا.

## مقارنة بين البلدين
هذه مقارنة عامة ومرجعية للدولتين:
| وجه المقارنة                                              | بنما                      | غامبيا       |
| --------------------------------------------------------- | ------------------------- | ------------ |
| المساحة (كم2)                                             | 74.18 ألف                 | 11.30 ألف    |
| عدد السكان (نسمة)                                         | 4.10 مليون                | 2.10 مليون   |
| الكثافة السكانية (ن./كم²)                                 | 55.27                     | 185.84       |
| العاصمة                                                   | بنما                      | بانجول       |
| اللغة الرسمية                                             | اللغة الإسبانية           | لغة إنجليزية |
| العملة                                                    | بالبوا بنمي، دولار أمريكي | دالاسي غامبي |
| الناتج المحلي الإجمالي (بليون دولار)                      | 61.84 مليار               | 1.01 مليار   |
| الناتج المحلي الإجمالي (تعادل القوة الشرائية) بليون دولار | 87.37 مليار               | 3.34 مليار   |
| الناتج المحلي الإجمالي الاسمي للفرد دولار أمريكي          | 13.27 ألف                 | 471          |
| الناتج المحلي الإجمالي للفرد دولار أمريكي                 | 20.89 ألف                 |              |
| مؤشر التنمية البشرية                                      | 0.780                     | 0.441        |
| رمز المكالمات الدولي                                      | +507                      | +220         |
| رمز الإنترنت                                              | .pa                       | .gm          |
| المنطقة الزمنية                                           | 00                        | 00           |

## منظمات دولية مشتركة
يشترك البلدان في عضوية مجموعة من المنظمات الدولية، منها:
| علم المنظمة | اسم المنظمة                               | تاريخ انضمام بنما | تاريخ انضمام غامبيا |
| ----------- | ----------------------------------------- | ----------------- | ------------------- |
|             | مؤسسة التنمية الدولية                     | 1 سبتمبر 1961     | 18 أكتوبر 1967      |
|             | منظمة التجارة العالمية                    | ?                 | ?                   |
|             | مؤسسة التمويل الدولية                     | 20 يوليو 1956     | 19 سبتمبر 1983      |
|             | منظمة حظر الأسلحة الكيميائية              | ?                 | ?                   |
|             | الأمم المتحدة                             | 13 نوفمبر 1945    | 21 سبتمبر 1965      |
|             | الاتحاد الدولي للاتصالات                  | 14 يوليو 1914     | 27 مايو 1974        |
|             | منظمة الشرطة الجنائية الدولية             | ?                 | ?                   |
|             | البنك الدولي للإنشاء والتعمير             | 14 مارس 1946      | 18 أكتوبر 1967      |
|             | الاتحاد البريدي العالمي                   | ?                 | ?                   |
|             | المركز الدولي لتسوية المنازعات الاستشارية | 8 مايو 1996       | 26 يناير 1975       |
|             | وكالة ضمان الاستثمار متعدد الأطراف        | 21 فبراير 1997    | 11 سبتمبر 1992      |
|             | يونسكو                                    | 10 يناير 1950     | 1 أغسطس 1973        |

## وصلات خارجية
- موقع وزارة الخارجية البنمية
- موقع وزارة الخارجية الغامبية